# 沙田瑞紀
沙田 瑞紀（マスダミズキ、1991年3月12日 - ）は、日本の音楽家であり、miidaとして活動。バンド・ねごとのギタリスト・コンポーザーで、作詞・作曲・ほぼ全曲の編曲を担当。千葉県出身。夫はOKAMOTO'Sのギタリスト・オカモトコウキ。

## 来歴

### ねごと
2006年夏、ねごとの前身となるバンドを蒼山（ボーカル）、沙田（ギター）、澤村（ドラム）で結成。当時は沙田のみが違う高校であったため、沙田は友人の姉から制服を借りて、蒼山、澤村の通う高校に遊びに行っていた。
2007年8月、音楽性の違いから沙田がバンドを脱退。その後、そのバンドは一旦解散する。10月7日、沙田から蒼山と澤村に、沙田の幼稚園からの幼馴染みである藤咲をベースに加えた編成でのバンド再結成の誘いのメールを送り、ねごとが結成される。
2018年2月3日、OKAMOTO'Sのギタリスト・オカモトコウキとの結婚を発表。
2019年7月20日にねごとが解散。

### miida
ねごと解散後の2019年10月4日、eckeやSYMBOLのドラマーでもあるsugawaraとユニット・miidaを結成し、初ライブ「first show」を下北沢GARAGEにて開催。現在はソニー・ミュージックアーティスツを離れ、インディーズで活動している。
2020年2月10日にsugawaraが脱退し、miidaは沙田のソロ・プロジェクトとなった。
2020年8月26日、初のCD音源作品となる、1stミニアルバム『utopia』をリリース。
2022年8月24日、1stフルアルバム『miida』をリリース。
2024年12月4日、2ndミニアルバム『まだ言えないや』をリリース。

## 人物・エピソード
ギタリストでありながらコンポーザー、トラックメーカーであり、初期からねごとの楽曲はまず沙田がトラックを制作し、次に蒼山が詞と曲をつけながら制作していくスタイルであったが、3rdアルバム『VISION』の制作からは蒼山の弾き語りのデモ音源からトラックを制作していくことも多くなった。
作詞に関しては、2012年に発表されたシングル楽曲「Lightdentity」からnegoto名義でメンバー全員が作詞に参加するようになり、沙田も「100」などから中心となって作詞も行うようになった。ミニアルバム『“Z”OOM』に収録された「Dreamin'」から沙田が単独名義で作詞するようになった。
レーベルの先輩である電気グルーヴとの交流もあり、クラブミュージックに造詣が深く、シングルに自身の楽曲のリミックスを手がけたものをカップリングとして収録するほか、2014年ごろからDJを始めており、ソロDJとしてイベントにも多数出演している。
元々ねごとの音源においてプログラミングを担当していたが、4thアルバム『ETERNALBEAT』のツアーからはライブでシンセサイザーを演奏するようになり、シングル楽曲「DANCER IN THE HANABIRA」のミュージックビデオではギターを持ちながらシンセサイザーを弾く様子が収められている。
モデルの小谷実由とインスタグラムで知り合ってから親交が深く、生年月日（1991年3月12日）が同じというエピソードがある（同じくバンド同士で交流があるOKAMOTO'Sのハマ・オカモトも同じ生年月日である）。

## 使用機材

### エレキギター
- Fender Japan Jazzmaster JM66 VWH
  - ブリッジ部分がムスタングのものと交換されている[8]。
- Fender Japan Jazzmaster 3-Color Sunburst
- Fender Japan Mustang MG69 Old Candy-Apple Red
- Fender Japan Jazzmaster JM/HO NAT
  - Re:myend!のPVにて使用。
- ZEMATIS Disc Front
  - 2016年からレコーディング、ライブで使用。
- Fender Japan Made in Japan Hybrid 50s Stratocaster
  - 2018年からライブで使用[9]。

### エフェクター
- T-REX Alberta
- T-REX Tremonti
- Roger Mayer ROCKET FUZZ
- RuzaEffects DankyDrive
- RuzaEffects RAT2 Sleeping Mouse Mod
- TC Electronic Nova Reverb

### ギターアンプ
- Mojave Ampworks Scorpion
- Marshall JCM800
- VOX AC30

## 作品

### シングル
| 枚                       | 発売日                   | タイトル                 | 規格品番                 | 備考                     |
| miida and The Department | miida and The Department | miida and The Department | miida and The Department | miida and The Department |
| ------------------------ | ------------------------ | ------------------------ | ------------------------ | ------------------------ |
| 1st                      | 2021年8月9日             | wind and sea/Magic hour  | CD-R                     | 会場限定盤               |

### デジタルシングル
| 作                       | 配信日         | タイトル                     | 初収録アルバム |
| miida                    | miida          | miida                        | miida          |
| ------------------------ | -------------- | ---------------------------- | -------------- |
| 1st                      | 2019年11月15日 | grapefruit moon              | utopia         |
| 2nd                      | 2019年12月20日 | Blue                         | utopia         |
| 3rd                      | 2020年2月14日  | wagon                        | utopia         |
| 4th                      | 2020年3月20日  | good morning                 | utopia         |
| 5th                      | 2021年5月19日  | Continue                     | miida          |
| 6th                      | 2021年7月28日  | melt night                   | miida          |
| 7th                      | 2021年12月1日  | Trash into The Sea           | miida          |
| 8th                      | 2022年6月15日  | be true?                     | miida          |
| 9th                      | 2024年8月14日  | 楽園                         | まだ言えないや |
| 10th                     | 2024年9月25日  | 月日は巡り                   | まだ言えないや |
| 11th                     | 2024年10月30日 | Paper Driver (feat. Nelko)   | まだ言えないや |
| 12th                     | 2025年4月23日  | YOU/ME/ME                    | GUM            |
| 13th                     | 2025年7月2日   | ゼロサムゲーム               | GUM            |
| miida and The Department |                |                              |                |
| 1st                      | 2021年3月3日   | wind and sea                 | -              |
| 2nd                      | 2021年5月5日   | Magic hour                   | -              |
| 3rd                      | 2021年9月22日  | gimme love (feat. Wez Atlas) | -              |
| 4th                      | 2024年1月24日  | Escape                       | -              |

### ミニアルバム
| 枚  | 発売日        | タイトル       | 規格品番  | 備考                 |
| --- | ------------- | -------------- | --------- | -------------------- |
| 1st | 2020年8月26日 | utopia         | MCD-01007 |                      |
| 2nd | 2024年12月4日 | まだ言えないや | MCD-00307 | CDは公式通販で販売。 |

### フルアルバム
| 枚  | 発売日        | タイトル | 規格品番  |
| --- | ------------- | -------- | --------- |
| 1st | 2022年8月24日 | miida    | MCD-02012 |
| 2nd | 2025年10月1日 | GUM      | -         |

### 未発表曲
| タイトル |
| -------- |
| empty    |
| HOPE     |
| Lady     |
| taxi     |

### 参加作品
| アーティスト             | 楽曲                                                | 初出                                                                                              | 備考                                                                                     |
| 沙田瑞紀                 | 沙田瑞紀                                            | 沙田瑞紀                                                                                          | 沙田瑞紀                                                                                 |
| ------------------------ | --------------------------------------------------- | ------------------------------------------------------------------------------------------------- | ---------------------------------------------------------------------------------------- |
| ドレスコーズ             | jiji                                                | 『オーディション』 （キングレコード、2015年10月21日）                                             | ギタリストとして参加。                                                                   |
| ドレスコーズ             | マリーにくちづけ                                    | ラジオオンエア限定 （2016年4月27日オンエア開始）                                                  | FM802のラジオ限定トリビュート企画 「THE YELLOW MONKEY×FM802 ラジヲカラ ウロコ」 に参加。 |
| The Department           | Distance (feat. simoryo, Mizuki Masuda)             | 『Distance』 （2020年5月4日）                                                                     | ドネイションシングルに賛同・参加。                                                       |
| miida                    |                                                     |                                                                                                   |                                                                                          |
| JunIzawa                 | Trash into The Sea                                  | 『Trash into The Sea』 （FRIENDSHIP.、2022年6月1日）                                              | JunIzawaによるリアレンジ。                                                               |
| MAXINE                   | Kinda Wanna                                         | 『Kinda Wanna』 （MAXINE Records、2023年1月18日）                                                 | コラボシングル。                                                                         |
| Tokimeki Records         | 灯火 (feat. miida)                                  | 『灯火 (feat. miida)』 （Namy& Records、2023年2月1日）                                            | ボーカルを担当。                                                                         |
| 倉品翔                   | ふたりは夏雲 (feat. miida)                          | 『ふたりは夏雲 (feat. miida)』 （DOBEATU、2023年8月2日）                                          | ボーカルを担当。                                                                         |
| leift                    | Peel (feat. miida)                                  | 『Peel (feat. miida)』 （MuLogica、2023年8月16日）                                                | ボーカルを担当。                                                                         |
| Nelko                    | Fade (feat. miida)                                  | 『Fade (feat.miida)』 （FRIENDSHIP.、2024年11月27日）                                             | ボーカル、ギターで参加。                                                                 |
| miida and The Department |                                                     |                                                                                                   |                                                                                          |
| 宇宙まお                 | SHIOSAI                                             | 『SHIOSAI』 （Studio KiKi、2021年5月26日）                                                        | リアレンジを担当。                                                                       |
| 宇宙まお                 | MO ODORENAI                                         | 『MO ODORENAI』 （Studio KiKi、2021年6月30日）                                                    | リアレンジを担当。                                                                       |
| ミノタウロス             | あんたがたどこさ(from Studio KiKi ver.)             | 『あんたがたどこさ(from Studio KiKi ver.)』 （SUPERNORMAL、2021年10月20日）                       | アレンジを担当。                                                                         |
| ミノタウロス             | 恋のチンチン電車(from Studio KiKi ver.)             | 『恋のチンチン電車(from Studio KiKi ver.)』 （SUPERNORMAL、2021年10月27日）                       | アレンジを担当。                                                                         |
| ミノタウロス             | 今際の際で(from Studio KiKi ver.)                   | 『今際の際で(from Studio KiKi ver.)』 （SUPERNORMAL、2021年11月3日）                              | アレンジを担当。                                                                         |
| Funkindustry             | You Got To Love Me (miida and The Department Remix) | 『You Got To Love Me (miida and The Department Remix)』 （Original Tape Records、2021年12月17日） | リミックスを担当。                                                                       |
| YAJICO GIRL              | 街の中で (with miida and The Department)            | 『街の中で (with miida and The Department)』 （MASH A&R、2022年3月9日）                           | アレンジを担当。                                                                         |
| YAJICO GIRL              | FIVE (with miida and The Department)                | 『FIVE (with miida and The Department)』 （MASH A&R、2022年3月23日）                              | アレンジを担当。                                                                         |
| IN-KYA in Canada         | Fender Girl (with miida and The Department)         | 『Fender Girl (with miida and The Department)』 （slugger PRODUCTION、2022年4月13日）             | アレンジを担当。                                                                         |
| IN-KYA in Canada         | Magic hour (with IN-KYA in Canada)                  | 『Magic hour (with IN-KYA in Canada)』 （KiKi Records、2022年4月26日）                            | IN-KYA in Canadaによるリアレンジ。                                                       |
| Lafuzin                  | Magic hour (feat. Lafuzin)                          | 『Magic hour (feat. Lafuzin)』 （DOBEATU、2023年7月26日）                                         | 2ヶ月連続コラボリリース第1弾。                                                           |
| Lafuzin                  | ランチタイム・ラブ (feat. miida and The Department) | 『ランチタイム・ラブ (feat. miida and The Department)』 （DOBEATU、2023年8月23日）                | 2ヶ月連続コラボリリース第2弾。                                                           |

### 楽曲提供
| アーティスト         | 楽曲                                 | 初出                                                                 | 備考                                  |
| -------------------- | ------------------------------------ | -------------------------------------------------------------------- | ------------------------------------- |
| ひめキュンフルーツ缶 | Life Is All Right!                   | 『脳天ドロップ』 （徳間ジャパンコミュニケーションズ、2017年2月15日） | 作詞・作曲を担当。 岡本真依ソロ楽曲。 |
| SCANDAL              | 窓を開けたら                         | 『HONEY』 （エピックレコードジャパン、2018年2月14日）                | 編曲を担当。                          |
| トライシグナル       | 夜空に浮かぶ逆さまジェリーフィッシュ | 『Calling you』 （2021年7月17日）                                    | 編曲を担当。                          |
| iiyu                 | begin again                          | 『begin again』 （Iiyu、2022年3月16日）                              | 編曲を担当。                          |
| iiyu                 | brand new days                       | 『brand new days』 （Iiyu、2022年4月13日）                           | 編曲を担当。                          |
| iiyu                 | It's over.                           | 『It's over.』 （Iiyu、2022年5月11日）                               | 編曲を担当。                          |
| 宇宙まお             | This is me                           | 『Far away from』 （TAMAGO SOUND、2023年9月13日）                    | 編曲を担当。                          |
| Rihwa                | GO GIRL                              | 『GO GIRL』 （TACTICART ARTISTS、2024年7月5日）                      | 編曲を担当。                          |

### 映像作品
| タイトル                                                      | 備考                             |
| ------------------------------------------------------------- | -------------------------------- |
| ねごと - 3rd ALBUM「VISION」 -digest- edited by Mizuki Masuda | アルバムダイジェスト映像を制作。 |

## ミュージックビデオ
| 発表年 | 曲名                           | 監督            | 備考                         |
| ------ | ------------------------------ | --------------- | ---------------------------- |
| 2020年 | 「utopia」                     | 前川まりな      |                              |
| 2021年 | 「wind and sea」               | 沙田瑞紀        |                              |
| 2021年 | 「Magic hour」                 | 沙田瑞紀        |                              |
| 2021年 | 「Continue」                   | 沙田瑞紀        |                              |
| 2021年 | 「melt night」                 | 沙田瑞紀        |                              |
| 2022年 | 「gimme love feat. Wez Atlas」 | 石澤良太        | miida and The Department名義 |
| 2025年 | 「ゼロサムゲーム」             | Satoshi Niimida | バンド体制移行後初のMV。     |

## 出演

### miida

#### ライブ
- first show（2019年10月4日、下北沢GARAGE）[17]

### ライブゲスト
- SMA 40th FINAL みんなとうた（2015年4月1日、代々木公園イベント広場/野外ステージ） - 「堂島孝平とSMAネクストジェネレーションズ（仮） 改め 二代目ザ・キラーストリート・スライダーズ（仮）」にギタリストとして参加
- JAPAN JAM BEACH 2015（2015年5月3日、幕張海浜公園内 特設ビーチステージ） - ドレスコーズのバンド「dresscodes FEMME」にギタリストとして参加
- 森、道、市場〜モリハイヅコヘ〜（2015年5月9日、ラグーナビーチ/大塚海浜緑地） - ドレスコーズのバンド「dresscodes FEMME」にギタリストとして参加
- RADWIMPS『FOREVER IN THE DAZE TOUR 2021-2022』（2021年12月4日〜2022年1月30日） - SuchmosのTAIKINGと共にサポートギタリストとして出演。

### DJ
- WIRE BEACH HOUSE PARTY（2013年8月31日、逗子海岸東浜）
- 閃光ライオット2014（2014年8月31日、新木場STUDIO COAST）
- COUNTDOWN JAPAN 14/15（2014年12月31日、幕張メッセ国際展示場）
- BAYCAMP 201502（2015年2月7日、川崎CLUB CITTA'）
- 週末Diner ヤング編（2016年2月5日、三宿WEB）
- ササクレフェス2017（2017年7月8日、渋谷WOMB）
- ナイトマーケット 日本スニーカーばなし（2017年7月26日、渋谷TRUMP ROOM）
- VISION HALLOWEEN PARTY 2017 NEO WONDERLAND（2017年10月31日、渋谷VISION）
- atmoscon vol.3（2017年11月11日、表参道ヒルズ スペース オー）

### 雑誌

#### 連載
- MUSICA（FACT）「MEGA MEGA DISC REVIEW」 - ディスクレビュー寄稿
- GiGS（シンコーミュージック、2015年6月号 - 2016年5月号）「プロが直伝!初心者講座」 - ギター講座連載